# Сентервілл (Теннессі)
Сентервілл (англ. Centerville) — місто (англ. town) в США, в окрузі Гікман штату Теннессі. Населення — 3532 особи (2020).

## Географія
Сентервілл розташований за координатами 35°49′34″ пн. ш. 87°26′15″ зх. д. / 35.82611° пн. ш. 87.43750° зх. д. (35.826052, -87.437441).  За даними Бюро перепису населення США в 2010 році місто мало площу 29,29 км², уся площа — суходіл.

## Демографія
Згідно з переписом 2010 року, у місті мешкали 3644 особи в 1510 домогосподарствах у складі 955 родин. Густота населення становила 124 особи/км².  Було 1723 помешкання (59/км²).
Расовий склад населення:
| - 94,1 % — білих - 3,6 % — чорних або афроамериканців - 0,3 % — корінних американців - 0,2 % — азіатів |

До двох чи більше рас належало 1,2 %. Частка іспаномовних становила 1,9 % від усіх жителів.
За віковим діапазоном населення розподілялося таким чином: 18,8 % — особи молодші 18 років, 57,3 % — особи у віці 18—64 років, 23,9 % — особи у віці 65 років та старші. Медіана віку мешканця становила 46,0 року. На 100 осіб жіночої статі у місті припадало 89,0 чоловіків;  на 100 жінок у віці від 18 років та старших — 85,5 чоловіків також старших 18 років.
Середній дохід на одне домашнє господарство  становив 50 742 долари США (медіана — 36 368), а середній дохід на одну сім'ю — 70 991 долар (медіана — 54 800). Медіана доходів становила 47 500 доларів для чоловіків та 30 781 долар для жінок. За межею бідності перебувало 18,9 % осіб, у тому числі 11,6 % дітей у віці до 18 років та 21,0 % осіб у віці 65 років та старших.
Цивільне працевлаштоване населення становило 1509 осіб. Основні галузі зайнятості: освіта, охорона здоров'я та соціальна допомога — 27,1 %, роздрібна торгівля — 15,0 %, публічна адміністрація — 11,0 %, мистецтво, розваги та відпочинок — 8,9 %.